# SUNDAY SPECIAL (K-MIX)
『SUNDAY SPECIAL』（サンデー・スペシャル）は、2010年9月12日まで静岡エフエム放送 (K-MIX) が編成していた単発特別番組枠である。

## 概要
放送していたのはおおむねK-MIX自社製作の単発番組であったが、JAPAN FM NETWORKの単発番組を放送することもあった。また、定期的な放送番組も一部あった。
基本的には毎週日曜 19:00 - 20:00 （日本標準時）に編成されていたが、19:55からミニ番組が放送される日には5分縮小していた。また、20:00から放送のレギュラー番組が休止する際には、その穴埋めで19:00 - 20:55の拡大版になる場合があった。
本枠は、2010年5月23日をもって日曜19:00枠での定期編成を終了。その翌月には日曜20:00枠で放送されていた『K-MIX NEW TUNE SHUFFLE』がこの時間帯へ移動してきたが、同年9月12日に同番組の放送を休止して再度この時間帯での単発編成を行った。